# 봉덕초등학교 (전남)
봉덕초등학교는 대한민국 전라남도 여수시에 있는 공립 초등학교이다.

## 학교 연혁
- 2018. 02. 01	제74회 졸업(총 졸업생 3984명)
- 2017. 03. 01	제29대 박윤자 교장 부임
- 2017. 02. 09	제73회 졸업(총 졸업생 3,979명)
- 2016. 02. 18	제72회 졸업(총 졸업생 3,977명)
- 2015. 02. 13	제71회졸업(총 졸업생 3,976명)
- 2014. 09. 01	제28대 강경숙 교장 부임
- 2014. 02. 20	제70회 졸업(총 졸업생 3,969명)
- 2013. 09. 01	제27대 이시훈 교장 부임
- 2011. 02. 19	제67회 졸업 (총 졸업생 3930명)
- 2010. 02. 19	제66회 졸업(총 졸업생 3,920명)
- 2009. 03. 01	제25대 이상윤 교장 부임
- 2009. 02. 18	제65회 졸업(총 졸업생 3,903명
- 2008. 02. 20	제64회 졸업(총 졸업생 3,896명)
- 2007. 03. 01	제24대 허인채 교장 부임
- 2007. 02. 13	제63회 졸업(총 졸업생 3,884명)
- 1999. 09. 01	율림초등학교와 통합
- 1996. 03. 01	봉덕초등학교로 교명 변경
- 1981. 03. 09	병설유치원 개원
- 1942. 05. 30	봉덕국민학교 개교
- 1923. 04. 05	사립보통학교 설립 인가

## 참고 자료
- 봉덕초등학교 - 한국교육학술정보원 학교알리미